# Lasiodora rubitarsa
Lasiodora rubitarsa é uma espécie de aranha pertencente à família Theraphosidae (tarântulas).